# 外角定理
外角定理（、英: exterior angle theorem）とは、三角形の1つの外角はそれと隣り合わない2つの内角の和に等しいということを示す、ユークリッド幾何学における定理。

## 証明
△ABCにおいて、辺 BC を頂点 C 側に延長した線上に点 P をとる（∠BCA の外角が ∠ACP となる）。

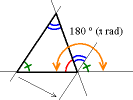
外角定理を表した図。

ここで、三角形の内角の和は 180° であるから、∠CAB + ∠ABC + ∠BCA = 180° …(1)
∠ACP は ∠BCA の外角であるから、∠BCA + ∠ACP = 180°
よって ∠BCA = 180° − ∠ACP …(2)
(1) に (2) を代入して、
∠CAB + ∠ABC + (180° − ∠ACP) = 180°
∴ ∠ACP = ∠CAB + ∠ABC
よって、三角形の1つの外角はそれと隣り合わない2つの内角の和に等しい。